# Bundesautobahn 102
Bundesautobahn 102 (Abkürzung: BAB 102) – Kurzform: Autobahn 102 (Abkürzung: A 102) – ist die ehemalige Bezeichnung einer deutschen Bundesautobahn, die zum Zubringer für den Berliner Stadtring, die A 100, herabgestuft wurde. Sie führt rund einen Kilometer von der Anschlussstelle Gradestraße zum Kreuz Tempelhof. Nach der Herabstufung wechselte der Sprachgebrauch in Anlehnung an die ehemalige Nummer zur Bezeichnung Zubringer 102 bzw. in Anlehnung an die letzte Anschlussstelle zum Begriff Zubringer Gradestraße.
Nach der ursprünglichen Planung als Osttangente Süd im Berliner Flächennutzungsplan von 1965 sollte die später so bezeichnete A 102 auf Höhe der Fichtestraße von der Hasenheide abzweigen und durch den gleichnamigen Volkspark zum Columbiadamm führen und diesen auf Höhe des Sommerbades Neukölln queren. Der damalige Flughafen Tempelhof wäre östlich umfahren worden und hätte die A 100 am Autobahnkreuz Tempelhof erreicht. Nach Süden hätte die A 102 den Teltowkanal überquert und sollte der heutigen Ortsteilgrenze nach Süden folgen und an der Mohriner Allee durch den Britzer Garten (teilweise im Tunnel) zur Marienfelder Chaussee führen.

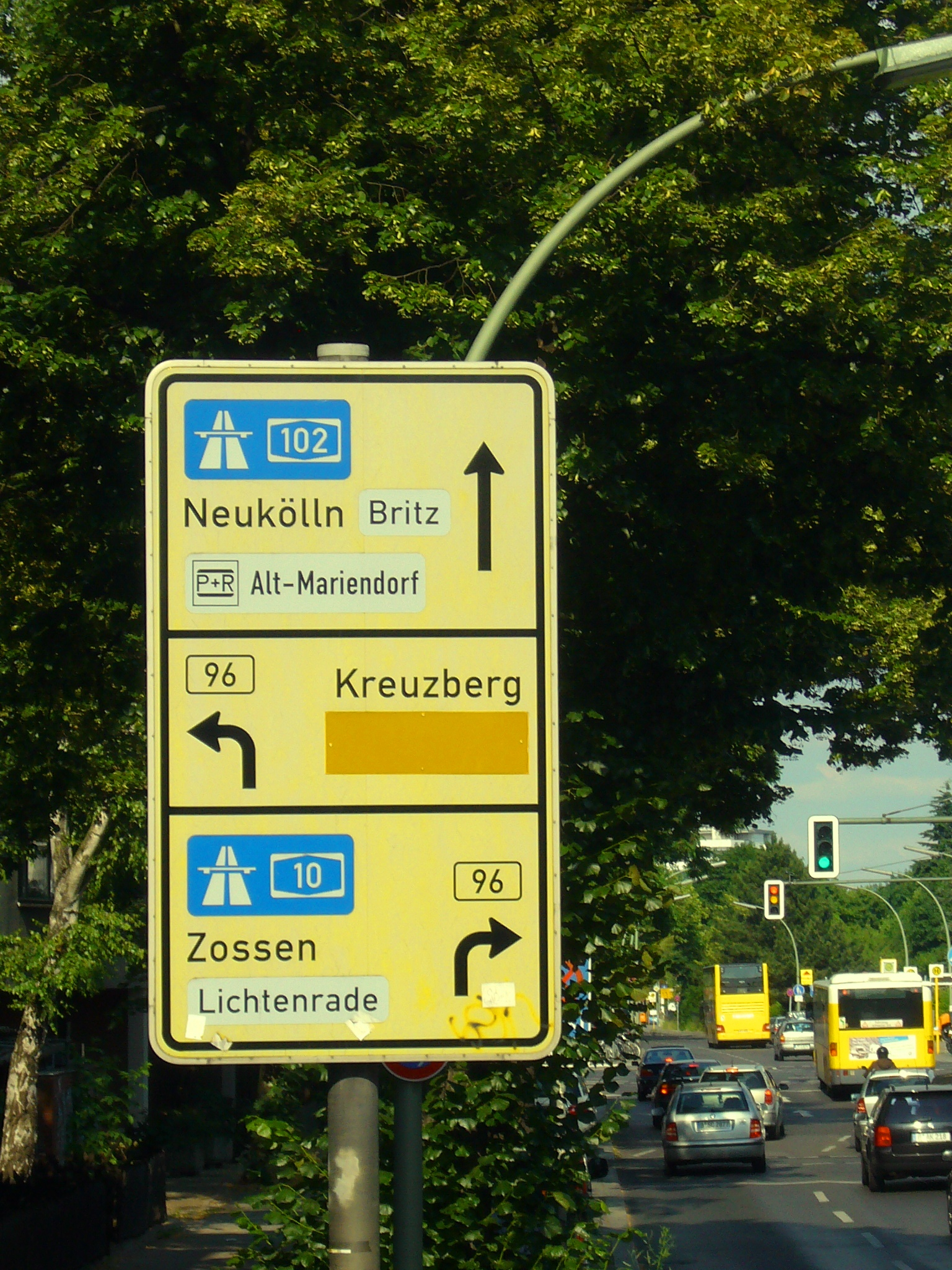
Wegweisertafel zur A 102 in Berlin-Mariendorf (bis 2020)

Weitere Planungen sahen einen Weiterbau im Süden bis zum Berliner Süd-Ring (A 10) am Kreuz Rangsdorf vor. Nach Norden sollte die A 102 durch die Urbanstraße zum Oranienplatz geführt werden, an dem ein Kreuz mit der Südtangente (geplante A 106) entstehen sollte. Über das Engelbecken und die Michaelkirchstraße hätte die Autobahn bis zum Platz der Vereinten Nationen geführt, wo ein Kreuz mit der A 107 geplant war. Über den Ernst-Thälmann-Park wäre der Nordring A 100 am Kreuz Prenzlauer Berg erreicht worden, um dann in Pankow auf die heutige A 114 zu stoßen.